# 奇異化學誌
《奇異化學誌》（直譯「奇異化學圖書館」），又稱《驚異化學記》或《靈妙化學叢書》，是一部鍊金術文獻合集，於1702年在日內瓦出版，由瑞士醫師兼作家尙-賈克·曼吉編輯。整部作品分為兩卷，每卷900多頁，共收錄143篇文獻，是收錄量最龐大的鍊金術文獻之一。
《奇異化學誌》衍生自比其年代更早的鍊金術出版物，包括《化學劇場》和《不列顛化學劇場》。